# Stamlijn Fouquereuil
De Stamlijn Fouquereuil was een Franse spoorlijn van Fouquereuil naar Bruay-la-Buissière. De lijn was 8,2 km lang en heeft als lijnnummer 301 616.

## Geschiedenis
De lijn werd aangelegd door de Compagnie des mines de Bruay en geopend in 1863. Op 1 augustus 1990 werd de lijn eigendom van de SNCF, daarna is hij opgebroken.
Fouquereuil
RFN 301 000, spoorlijn tussen Arras en Dunkerque
Bruay-en-Artois
RFN 309 000, spoorlijn tussen Bully-Grenay en Brias